# Cueva de Jerimalai
Jerimalai  es una cueva de piedra caliza al sureste de Tutuala, en el extremo oriental de Timor Oriental. Los restos de peces y anzuelos excavados en Jerimalai demuestran que los habitantes de Timor tenían una técnica de pesca avanzada hace 42.000 años.
Jerimalai es el tercer hallazgo más antiguo descubierto en Wallacea, después de Madjedbebe, en el norte de Australia continental, y de Laili, cerca de Manatuto, en Timor.

## Ubicación
La cueva se encuentra a una altitud de 75 m, a menos de un kilómetro del mar.
Hace 42.000 años, el nivel del mar era 55 m más bajo que en 2016 y la cueva estaba a 2,8 km del mar. Hace 22.000 años, durante el Último máximo glacial, el nivel del mar era 121 m más bajo que en 2016 y Jerimalai estaba a 3,5 km de la costa. Durante la era glaciar, el descenso desde la cueva hasta la costa era mucho más pronunciado, lo que explica por qué la cueva se utilizaba poco en aquella época.

### Antecedentes
Desde 2005 se han realizado en la cueva varios hallazgos arqueológicos que datan de hace más de 42.000 años. La antigüedad de los hallazgos se determinó mediante datación por radiocarbono. Sin embargo, algunos hallazgos podrían ser más antiguos, ya que su nivel de Carbono-14 está por debajo del límite de detección.
Los habitantes de la cueva se alimentaban de tortugas, atunes y ratas gigantes (probablemente coryphomys buehleri). Los arqueólogos también creen que algunas piedras y conchas se utilizaban como joyas.
Las herramientas encontradas en Jerimalai son similares a las halladas en la cueva Liang Bua  atribuida al Homo floresiensis, que vivió en la cercana isla de Flores hasta hace 50.000 años. La gran similitud ha suscitado dudas sobre si las herramientas de Liang Bua fueron fabricadas por Homo sapiens y no por Homo floresiensis.

### Pesca
Los restos de peces encontrados en Jerimalai son la prueba más antigua de pesca lejos de la costa. Además, se descubrió un anzuelo que se cree que tiene entre 16.000 y 23.000 años. El anzuelo, de diez centímetros de largo, está fabricado con la concha de un caracol marino. El anzuelo se utilizaba para pescar en las aguas costeras, que en aquella época eran ricas en peces de arrecifes de coral.
El gran avance de la técnica pesquera para la época puede explicarse por la falta de animales terrestres en Timor en aquella época. Hace 40.000 años, roedores y reptiles eran las únicas especies terrestres de que disponían los habitantes de Timor.

### Joyas
También se encontraron cinco piezas de joyería, hechas de la concha de nautilus pompilius y teñidas con ocre. Tenían pequeñas tejas y agujeros perforados. Dado que los nautilos suelen capturarse a profundidades de 150 m o más, se cree que las conchas se recogieron arrastradas por la corriente en la playa. Esto explicaría también por qué entre los miles de fragmentos de concha (se recogieron unos 50 kg de material durante la excavación) solo 268 pertenecen a Nautilus pompilius. Se cree que las joyas hechas con conchas de nautilos tenían un gran significado cultural.

### Migración a Australia
Los hallazgos corroboran la teoría de que el hombre anatómicamente moderno se propagó de Asia a Australia por la ruta sur a través de las Islas menores de la Sonda y no por la ruta norte vía Borneo, Célebes y Nueva Guinea. Los hallazgos anteriores en las islas de la ruta sur eran demasiado incipientes para demostrar que la ruta sur era la vía de propagación.

### Avifauna
Jerimalai también conserva fósiles de aves. Con la excepción de una especie no descrita de grus, todos los restos aviares representan taxones aún existentes en el presente.